# Episodi di Top of the Lake - Il mistero del lago (prima stagione)

Fotogramma tratto dalla sigla di apertura

La prima stagione della serie televisiva Top of the Lake - Il mistero del lago è stata presentata in due versioni da sette e sei episodi ciascuna. Quella da sette, priva di titoli, è stata trasmessa in anteprima negli Stati Uniti dal 18 marzo al 15 aprile 2013 su SundanceTV, mentre quella da sei in Australia, Regno Unito e Nuova Zelanda (i paesi produttori) su BBC UKTV e BBC Two.
In Italia è stata trasmessa nel formato di sei episodi su Sky Atlantic dal 16 giugno al 21 luglio 2014.
| nº | Titolo originale         | Titolo italiano | Prima TV Regno Unito | Prima TV Italia |
| -- | ------------------------ | --------------- | -------------------- | --------------- |
| 1  | Paradise Sold            | Episodio 1      | 13 luglio 2013       | 16 giugno 2014  |
| 2  | Searchers Search         | Episodio 2      | 20 luglio 2013       | 23 giugno 2014  |
| 3  | The Edge of the Universe | Episodio 3      | 27 luglio 2013       | 30 giugno 2014  |
| 4  | A Rainbow Above Us       | Episodio 4      | 3 agosto 2013        | 7 luglio 2014   |
| 5  | The Dark Creator         | Episodio 5      | 10 agosto 2013       | 14 luglio 2014  |
| 6  | No Goodbyes, Thanks      | Episodio 6      | 17 agosto 2013       | 21 luglio 2014  |

## Episodio 1
- Titolo originale: Paradise Sold
- Diretto da: Jane Campion
- Scritto da: Jane Campion e Gerard Lee

### Trama
La dodicenne Tui Mitcham tenta il suicidio in un lago, ma una sua insegnante la trova e la porta a scuola, dove scoprono una scioccante verità: Tui è incinta. Per indagare sul caso viene chiamata la detective Robin Griffin, ma la ragazzina parla pochissimo, si rifiuta di dire chi l'ha messa incinta ed è disgustata alla vista dell'ecografia; l'unica cosa che la polizia riesce a ottenere è un biglietto dove Tui scrive «No one» (Nessuno).
Intanto Matt Mitcham, padre di Tui, è furioso per il fatto che un appezzamento di terra chiamato Paradise è stato venduto a un gruppo di donne, guidate dalla "guru" GJ, dall'agente immobiliare Bob Platt, col quale aveva un accordo da dieci anni. Accompagnato dai figli maggiori Luke e Mark, Matt si confronta con Bob e, preso dall'ira, lo getta in acqua, gli lancia un salvagente e lo tira con la sua barca fino a farlo annegare.
Robin discute col sergente detective Al Parker, il quale spiega a Matt della condizione in cui versa sua figlia: Matt vorrebbe farla abortire, ma Tui è quasi al quinto mese e non è più possibile, inoltre i servizi minorili sono già stati allertati. Robin incontra la madre di Tui e rivede dopo tanti anni Johnno, fratellastro di Tui e suo fidanzato quando erano adolescenti; in seguito visita sua madre Jude, malata di cancro, la quale ha un rapporto burrascoso col compagno maori Turangi.
Tui scappa di casa e viene accolta a Paradise, timorosa di rivelare a suo padre di essere incinta. Robin si rivede con Johnno, che le dice di essere stato per otto anni nel carcere tailandese Bang Kwang per possesso di marijuana, ma che ora è un uomo diverso e dal carattere migliore. Quanto Johnno fa riferimento a un fatto avvenuto molti anni prima, Robin si innervosisce e si allontana, ma richiama Johnno dopo aver trovato il cadavere di Bob galleggiare vicino alla riva.
Robin chiede a Matt di poter entrare in casa, e l'uomo acconsente di malavoglia. Matt mostra a Robin il cane di Bob, che ha preso con sé e a cui spara dopo che Robin risponde che lei non può tenerlo; Matt dice a Robin che nessuno ama Tui più di lui. Per strada, a Robin torna in mente il messaggio scritto dalla ragazzina, inoltre viene trovato il suo cavallo e il suo cagnolino: Tui è scomparsa.

## Episodio 2
- Titolo originale: Searchers Search
- Diretto da: Garth Davis
- Scritto da: Jane Campion e Gerard Lee

### Trama
I sospettati della scomparsa di Tui sono il padre Matt e i fratellastri Mark, Luke e Johnno. Anche un certo Wolfgang Zenic, presente sul registro dei crimini sessuali come pedofilo, è sospettato, perciò Robin suggerisce un mandato di perquisizione e chiede di setacciare i fondali del fiume e alcune zone boschive; inoltre, annuncia di aver richiesto il test del DNA a tutti i maschi della zona di Laketop.
Parker porta Robin in un bar e le parla di un progetto per giovani secondo cui ai ragazzi in difficoltà viene rilasciato un certificato da barista per competere con i ragazzi che hanno studiato; a una parete sono esposti alcuni quadri dei diplomati, tra i quali Tui, che era stata arrestata per taccheggio. Robin chiede a Parker un budget per condurre le ricerche, ma lui le consiglia di aspettare che Tui ritorni da sé.
Robin e la sua squadra sorvolano Paradise, dove Tui è stata avvistata l'ultima volta. Senza ancora niente in mano, Robin parla con Johnno, dal quale però riceve il suo numero di cellulare. Matt tiene un discorso al pub di paese dove invita chiunque sappia qualcosa a farsi avanti, promettendo vendetta nei confronti del colpevole. Robin incontra Zenic, che le racconta di quando andò in carcere per un bambino e le assicura di non essere pericoloso per nessuno; tuttavia un momento dopo la aggredisce, ma Robin riesce a fuggire grazie a Johnno.
Il mattino dopo, Robin consegna a Parker il mandato di perquisizione per Matt, mentre lei stessa incontra GJ, che però non sa darle risposte concrete. Più tardi, sua madre Jude le annuncia che non dovrà più sottoporsi a chemioterapie, ma che ha altri due tumori che non guariranno. Johnno e Robin fanno sesso nel bagno del pub, e il giorno seguente lei e Parker si recano da Matt per perquisirne l'abitazione e i capanni. Parker comunica a Robin che Zenic si è impiccato lasciando un biglietto d'addio.

## Episodio 3
- Titolo originale: The Edge of the Universe
- Diretto da: Garth Davis
- Scritto da: Jane Campion e Gerard Lee

### Trama
Robin visiona un video che riprende alcuni ragazzini mentre eseguono danze popolari insegnate loro da Zenic, e alcuni riguardanti nello specifico Tui, commuovendosi. Dopo alcune confidenze, Robin e Johnno hanno nuovamente un rapporto intimo. Matt torna a Paradise per cercare di riappropriarsene e fare domande su Tui, e approfondisce la conoscenza di Anita, con la quale avvia una relazione. Matt e Anita assumono la droga prodotta da Luke e Mark, poi lui la porta alla tomba di sua madre Eileen, sepolta a Paradise; dopo aver promesso che sistemerà tutto e che la farà riposare nella sua terra in cima alla collina, Matt inizia a colpirsi con una cintura, sconvolgendo Anita.
Robin raggiunge Parker a casa sua per cenare insieme. Robin gli confida di ritenere che con «No one» Tui intendesse dire non Nessuno, ma Non uno, ovvero che è stata violentata da più persone. Parker crede che il caso di Tui stia scavando nel passato della vita di Robin: infatti quindici anni prima lei era stata violentata da un branco, cosa che portò Robin e sua madre Jude a decidere di trasferirsi a Sydney. Robin rivela che da quello stupro nacque una bambina che diede in adozione a due giorni di vita, e che di tanto in tanto la contatta; non vuole però che lei sappia che è nata da una violenza sessuale. Robin ha dei mancamenti e Parker la porta in camera da letto.
Il giorno dopo, Robin dice a Parker di aver trovato del tutto inappropriato l'averla messa in camera da letto anziché sul divano, e di trovare strano l'essere svenuta solo per aver bevuto del vino rosso, dato che non sviene mai. Robin gli mostra l'estratto conto della carta di Zenic, che testimoniano la sua lontananza da Laketop per curarsi i denti nel periodo in cui Tui è rimasta incinta, scagionandolo. Robin cerca di parlare con Simone, madre di Jamie, un amico di Tui, ma la donna dice avere fretta perché deve lavorare per Matt. Quest'ultimo interrompe la relazione con Anita e torna pieno di rancore a Paradise, dove insulta vicendevolmente le donne della comunità.
Jude dice di voler incontrare sua nipote, ma Robin risponde che ha una sua famiglia essendo stata adottata, e sfoga la pressione facendo una corsa. Tornata a casa riceve le scuse della madre, che sostiene di essersi fatta sopraffare dalle emozioni. Al pub, Robin viene approcciata da uno di quelli che la stuprarono quindici anni prima e che non l'ha riconosciuta; Robin lo aggredisce e Johnno la porta fuori. La mattina seguente Parker li trova dentro una tenda, ancora addormentati.

## Episodio 4
- Titolo originale: A Rainbow Above Us
- Diretto da: Jane Campion
- Scritto da: Jane Campion e Gerard Lee

### Trama
Parker toglie a Robin il caso dopo l'aggressione al pub e le consiglia di tornare in Australia. Robin riesce a scambiare qualche parola con Simone; invece, Jamie non parla da diverso tempo, ma quando Robin si complimenta per l'attestato da barista lui risponde stizzito che non deve credere «a quelle stronzate». Johnno e Robin riportano alla mente il ballo di fine anno scolastico che ha preceduto la violenza su Robin: a un certo punto Johnno la lasciò sola perché non voleva farle sapere che fumava erba e, mentre Robin stava tornando a casa, all'improvviso spuntò un furgone da cui scesero i suoi stupratori, i quali misero Johnno sul retro del veicolo.
Robin incontra un patologo che aveva consigliato a Parker, senza successo, di spostare tre casi all'ufficio criminale centrale: l'annegamento di Bob Platt, il suicidio di Wolfgang Zenic e il suicidio della tredicenne April Stevens (che dall'autopsia risulta avesse cocaina nella vagina), gettatasi contro un'automobile. Tornata a casa, Robin chiede a Johnno di dirle cosa intendesse per «brutta cosa» l'ultima volta: Johnno credeva che i ragazzi volessero solo dare un passaggio a Robin, ma invece la stuprarono; lui sentì urlare, ma ebbe troppa paura per intervenire. Robin gli dice di non preoccuparsi perché erano tre contro uno, ma Johnno si fa prendere dall'agitazione e minaccia uno di loro di andarsene da Laketop.
Sono passati due mesi dalla scomparsa di Tui. Turangi accompagna Jude a Paradise; insieme a Caroline Platt, vedova di Bob, tornano a casa, e qui trovano oltre a Robin anche Johnno. Caroline confida a Robin che suo marito, prima di morire, intendeva rivelarle una cosa assolutamente scioccante che aveva appena scoperto: avevano bisogno di soldi per andarsene, per questo Bob vendette Paradise senza preoccuparsi della reazione di Matt. Jude saluta sua figlia e le chiede di non vedersi più con Johnno, senza tuttavia spiegarle il motivo. Più tardi, Robin chiede a Johnno se è stato lui a dare il segnale al furgone, ma lui si offende e se ne va.
Dopo aver discusso con Luke e Mark, Matt invia due cacciatori alla ricerca di Tui. Johnno porta Robin nel bosco, e lei si scusa per le parole che gli ha rivolto; mentre fanno sesso vengono sorpresi dai cacciatori e Johnno rimane ferito, venendo curato a Paradise. Viene analizzato un video che prova che Tui è ancora viva. Purtroppo Jude muore, e Robin non fa in tempo a darle un ultimo saluto; Turangi le fa ascoltare un commovente messaggio d'addio che la donna aveva lasciato nel telefono per sua figlia.

## Episodio 5
- Titolo originale: The Dark Creator
- Diretto da: Garth Davis
- Scritto da: Jane Campion e Gerard Lee

### Trama
Robin interroga Jamie, arrestato per taccheggio (suo terzo reato), il quale ha con sé del cibo e una confezione di rohypnol, un potente sedativo: Jamie nega di averlo usato per stuprare qualcuno, le dice che lei non sa niente, poi inizia a schiaffeggiarsi e a urlare contro Parker il quale, rimasti soli, lo picchia. Robin lo interrompe e si scusa con Jamie per quello che ha subìto, poi lo riaccompagna a casa, non prima di essere ammonita da Parker per aver messo in discussione la sua autorità di fronte ai colleghi. Disperato, Jamie ricomincia a farsi del male, ma sua madre Simone lo ferma.
Mentre Jamie continua a portare del cibo a Tui dall'altra parte del lago, Robin dice a Johnno che sa che suo padre ha un laboratorio dove produce droga e intende aprire un'inchiesta. Turangi comunica a Robin che si è dovuto trasferire da suo cugino a Manapouri perché la casa dove abitava con Jude in realtà è di Matt. Robin si fa aiutare per cercare file nascosti nel computer di Bob, trovando una raccolta di fotografie erotiche scattate in una stanza misteriosa dove però i volti dei presenti non sono inquadrati chiaramente.
Robin ferma e sale sull'automobile di un gruppo di donne, inclusa Simone, che lavorano per Matt: lavorano per lui nonostante i rischi cui potrebbero andare incontro i loro figli perché Matt si occupa economicamente delle loro famiglie; all'insistenza di Robin nel parlare di Jamie, viene fatta scendere. Jamie porta Tui a Paradise perché la ragazzina è prossima al parto ma non sa cosa fare, e vuole chiedere consiglio a GJ; Jamie porta da Tui alcuni loro amici, rasserenandola, e quando uno di loro gli chiede chi sia il padre del bambino che Tui porta in grembo, lui risponde «l'oscuro creatore». Qualche giorno una squadra di cacciatori va alla ricerca di Tui; purtroppo Jamie, per scappare dall'inseguimento, scivola da un dirupo e muore. Fuori di sé dalla disperazione, Simone ammette che suo figlio non può essere il padre del nascituro perché era omosessuale.

## Episodio 6
- Titolo originale: No Goodbyes, Thanks
- Diretto da: Jane Campion
- Scritto da: Jane Campion e Gerard Lee

### Trama
Simone promette a Robin che testimonierà contro Matt per il traffico di droga. Matt chiede e ottiene di fare una confessione a casa sua, che però non ha niente a che fare col caso: infatti, le dice di essere suo padre biologico. Johnno è convinto che abbia mentito, ma quando Robin lo mette alla prova chiedendogli di andare a letto insieme, lui non se la sente e si allontana. Parker impedisce a Robin di denunciare Matt perché la loro parentela ne inficerebbe il procedimento.
Per lo stress accumulato, Robin si ubriaca e va a sbattere con l'automobile, venendo soccorsa dalle donne di Paradise; GJ spinge Robin e le altre donne a smettere di pensare troppo, di vivere nel passato e di autocommiserarsi. Nel bosco, Tui partorisce un bambino; arriva Matt che lo porta via per ucciderlo, ma Tui lo segue e spara prima a lui e poi a Johnno, accorso insieme a Robin, la quale riesce a calmarla.
Dopo aver portato Tui e il neonato a Paradise, Parker parla con Robin e sostiene che in base al test del DNA il padre del neonato è Matt; inoltre, Johnno non è figlio biologico di Matt, quindi lui e Robin non hanno legami di sangue. Parker parte con Tui e le sue amiche per portarle in città. Robin e Johnno vanno al bar insieme al neonato; Robin non riesce a contattare Tui, poi osserva più da vicino i quadri dei ragazzini con i diplomi da baristi appesi al muro, e in uno di questi riconosce alcuni uomini presenti nelle fotografie che Bob custodiva nel computer.
Robin si precipita immediatamente a casa di Parker, strafatto. Robin chiama Tui al cellulare, e sente lo squillo provenire dall'interno dell'abitazione; Parker vuole impedirle di entrare, ma Robin gli spara e ne approfitta per entrare, chiamando un'ambulanza. Terminata la chiamata, Robin nota una confezione di rohypnol e trova Tui sul divano, appena risvegliata. Robin scende nel seminterrato dell'abitazione e fa un'orribile scoperta: il seminterrato usata dai pedofili per stuprare i ragazzini e le ragazzine dopo averli sedati. Robin, munita di pistola e della videocamera del cellulare, riesce a bloccare l'orrendo crimine prima che possa nuovamente verificarsi.
GJ decide di abbandonare il campo a Paradise, che di conseguenza cessa l'attività. Tui la vede, le corre dietro e cerca di farla rimanere, ma GJ le dice di ascoltare il suo bambino, dopodiché si allontana indisturbata.